# Flavio Tanzilli
Flavio Tanzilli (Sora, 13 marzo 1961) è un politico italiano.

## Biografia
Esponente del Centro Cristiano Democratico, nel 1994 è eletto alla Camera, nel collegio uninominale di Sora.
Nel 1996, con il sostegno del Polo per le Libertà, si candida nel collegio di Roma-Portuense, ma è sconfitto da Giovanna Melandri, appoggiata da L'Ulivo.
In collisione con il partito di Pier Ferdinando Casini, passa ai Cristiani Democratici Uniti e nel novembre 1999 ne diventa responsabile per la giustizia.
Alle elezioni politiche del 2001 è di nuovo eletto alla Camera dei Deputati nel collegio uninominale di Sora, sostenuto dalla Casa delle Libertà (in quota UDC).
Dopo l'adesione all'UDC, approda alla Democrazia Cristiana per le Autonomie, di cui diventa coordinatore per l'Emilia-Romagna. Nel 2008 aderisce a Il Popolo della Libertà, ma non viene eletto.